# Musique de Final Fantasy X
Cet article contient des informations sur le single et les albums associés au jeu de rôle Final Fantasy X.

## RIKKI - Suteki Da Ne featured in Final Fantasy X
Suteki Da Ne (素敵だね, N'est-ce pas merveilleux) est un single du jeu de rôle Final Fantasy X (pour PlayStation 2. Il s'agit plus ou moins du thème des deux héros du jeu, Tidus et Yuna.
Suteki Da Ne fut écrite par Nobuo Uematsu et Kazushige Nojima et interprétée par RIKKI. Il y a quatre versions de cette chanson, les plus remarquables étant la version originale et la version orchestrale. Cette dernière est jouée pendant les crédits de fin de Final Fantasy X et fut aussi utilisée comme base à plusieurs des pièces musicales du jeu. La version originale est jouée pendant la scène de baiser de Yuna et Tidus.
Le style du morceau est traditionnel afin de refléter les thèmes asiatiques du jeu. C'est aussi la raison pour laquelle la chanson fut laissée en japonais dans la version Nord-Américaine de Final Fantasy X, au lieu d'être enregistrée en anglais comme on le fait habituellement.

### Fiche technique
- Composée par : Nobuo Uematsu (1, 3), RIKKI (2)
- Arrangée par : Shiro Hamaguchi (1), Aki Kuroda (2), Jim Ediger (3)
- Chantée par : RIKKI
- Paroles : Kazushige Nojima (1), RIKKI (2), Emiko Shiratori (3)
- Sortie : 18 juillet 2001 (édition originale), 22 juillet 2004 (réédition)
- Référence : SSCX-10053 (DigiCube - édition originale), SQEX-10029 (Square Enix - réédition)

### Liste des musiques
1. Suteki Da Ne featured in FINAL FANTASY X
2. The Moon ~Utikisama~
3. Pure Heart
4. Suteki Da Ne (Instrumental)

## Final Fantasy X Original Soundtrack
Bande originale du jeu Final Fantasy X.

### Fiche technique
- Composé par : Junya Nakano, Masashi Hamauzu, Nobuo Uematsu
- Arrangé par :
  - Junya Nakano (CD2 2, CD4 1)
  - Masashi Hamauzu (CD1 20, 23, CD2 3, 5, CD2 20, CD3 7, 18, CD4 4, 6, 9, 13, 16)
  - Shiro Hamaguchi (CD3 21, CD4 19, 21)
  - Hirosato Noda (CD1 3)
- Sortie : 1er août 2001 (édition originale), 10 mai 2004 (réédition)
- Référence : SSCX-10054/57 (DigiCube - édition originale), SQEX-10013/16 (Square Enix - réédition)

### Liste des musiques
| 1.  | I Want to Tell You Everything  |                                  |  |
| 2.  | Zanarkand                      | Nobuo Uematsu                    |  |
| 3.  | Prelude                        | Nobuo Uematsu                    |  |
| 4.  | Tidus' Theme                   | Nobuo Uematsu                    |  |
| 5.  | Otherworld                     | Nobuo Uematsu                    |  |
| 6.  | Run!!                          | Junya Nakano                     |  |
| 7.  | This Is Your Story             | Junya Nakano                     |  |
| 8.  | Ominous                        | Junya Nakano                     |  |
| 9.  | Battle Theme                   | Nobuo Uematsu                    |  |
| 10. | Victory Fanfare                | Nobuo Uematsu                    |  |
| 11. | Game Over                      | Nobuo Uematsu                    |  |
| 12. | No Hopes, No Dreams            | Nobuo Uematsu                    |  |
| 13. | Secret Maneuverings            | Junya Nakano                     |  |
| 14. | Deep-Sea Ruins                 | Junya Nakano                     |  |
| 15. | We Are Al Bhed                 | Nobuo Uematsu                    |  |
| 16. | Enemy Attack                   | Junya Nakano                     |  |
| 17. | Men Staked on Blitz            | Nobuo Uematsu                    |  |
| 18. | Besaid                         | Masashi Hamauzu                  |  |
| 19. | Spiran Scenery                 | Nobuo Uematsu et Masashi Hamauzu |  |
| 20. | Song of Prayer                 | Nobuo Uematsu et Masashi Hamauzu |  |
| 21. | Illusion                       | Junya Nakano                     |  |
| 22. | Place of Ordeals               | Nobuo Uematsu                    |  |
| 23. | Song of Prayer ~ Valfor        | Nobuo Uematsu et Masashi Hamauzu |  |
| 24. | The Summoning                  | Junya Nakano                     |  |
| 25. | Daughter of the Great Summoner | Nobuo Uematsu                    |  |
| 26. | Good Night                     | Nobuo Uematsu                    |  |

| 1.  | Yuna's Theme                  | Nobuo Uematsu                    |  |
| 2.  | Sprouting                     | Nobuo Uematsu et Junya Nakano    |  |
| 3.  | The Sending                   | Nobuo Uematsu et Masashi Hamauzu |  |
| 4.  | Silence Before the Storm      | Nobuo Uematsu                    |  |
| 5.  | Song of Prayer ~ Ifrit        | Nobuo Uematsu et Masashi Hamauzu |  |
| 6.  | Luca                          | Junya Nakano                     |  |
| 7.  | Reception for Great Sage Mika | Junya Nakano                     |  |
| 8.  | Unwavering Decision           | Junya Nakano                     |  |
| 9.  | The Splendid Performance      | Masashi Hamauzu                  |  |
| 10. | Confrontation                 | Masashi Hamauzu                  |  |
| 11. | Blitz Off!                    | Masashi Hamauzu                  |  |
| 12. | Auron's Theme                 | Nobuo Uematsu                    |  |
| 13. | Mi'ihen Highway               | Nobuo Uematsu                    |  |
| 14. | Chocobo Jam                   | Nobuo Uematsu                    |  |
| 15. | Travel Agency                 | Masashi Hamauzu                  |  |
| 16. | Permitted Passage             | Nobuo Uematsu                    |  |
| 17. | Seymour's Theme               | Nobuo Uematsu                    |  |
| 18. | Twilight                      | Junya Nakano                     |  |
| 19. | Djose Temple                  | Nobuo Uematsu                    |  |
| 20. | Song of Prayer ~ Ixion        | Nobuo Uematsu et Masashi Hamauzu |  |
| 21. | Ride the Shoopuf?             | Nobuo Uematsu                    |  |
| 22. | Rikku's Theme                 | Nobuo Uematsu                    |  |
| 23. | Guadosalam                    | Junya Nakano                     |  |

| 1.  | Thunder Plains           | Masashi Hamauzu                  |  |
| 2.  | Jecht's Theme            | Nobuo Uematsu                    |  |
| 3.  | Macalania Forest         | Masashi Hamauzu                  |  |
| 4.  | Sea of Mists             | Junya Nakano                     |  |
| 5.  | Temple Band              | Junya Nakano                     |  |
| 6.  | Seymour's Ambition       | Nobuo Uematsu                    |  |
| 7.  | Song of Prayer ~ Shiva   | Nobuo Uematsu et Masashi Hamauzu |  |
| 8.  | The Advancers            | Junya Nakano                     |  |
| 9.  | Blazing Desert           | Masashi Hamauzu                  |  |
| 10. | Crisis                   | Masashi Hamauzu                  |  |
| 11. | Revealed Truth           | Nobuo Uematsu                    |  |
| 12. | Takeoff                  | Masashi Hamauzu                  |  |
| 13. | The Wedding              | Masashi Hamauzu                  |  |
| 14. | Assault                  | Masashi Hamauzu                  |  |
| 15. | Tragedy                  | Masashi Hamauzu                  |  |
| 16. | I Can Fly                | Masashi Hamauzu                  |  |
| 17. | Via Purifico             | Nobuo Uematsu                    |  |
| 18. | Song of Prayer ~ Bahamut | Nobuo Uematsu et Masashi Hamauzu |  |
| 19. | Time of Judgement        | Masashi Hamauzu                  |  |
| 20. | Father Murderer          | Nobuo Uematsu                    |  |
| 21. | Suteki Da Ne             | Nobuo Uematsu                    |  |

| 1.  | Yuna's Decision                  | Nobuo Uematsu et Junya Nakano    |  |
| 2.  | Lulu's Theme                     | Nobuo Uematsu                    |  |
| 3.  | Brave Advancement                | Nobuo Uematsu                    |  |
| 4.  | Song of Prayer ~ Youjinbo        | Nobuo Uematsu et Masashi Hamauzu |  |
| 5.  | People of the North Pole         | Masashi Hamauzu                  |  |
| 6.  | Song of Prayer ~ Ronso Tribe     | Nobuo Uematsu et Masashi Hamauzu |  |
| 7.  | Wandering                        | Masashi Hamauzu                  |  |
| 8.  | Someday the Dream Will End       | Nobuo Uematsu et Masashi Hamauzu |  |
| 9.  | Song of Prayer ~ Yunalesca       | Nobuo Uematsu et Masashi Hamauzu |  |
| 10. | Challenge                        | Masashi Hamauzu                  |  |
| 11. | To the End of the Abyss          | Masashi Hamauzu                  |  |
| 12. | Darkness                         | Junya Nakano                     |  |
| 13. | Song of Prayer ~ Spira           | Nobuo Uematsu et Masashi Hamauzu |  |
| 14. | The Deceased Laugh               | Nobuo Uematsu                    |  |
| 15. | Fight with Seymour               | Nobuo Uematsu                    |  |
| 16. | Song of Prayer ~ Anima           | Nobuo Uematsu et Masashi Hamauzu |  |
| 17. | A Contest of Aeons               | Junya Nakano                     |  |
| 18. | Final Battle                     | Masashi Hamauzu                  |  |
| 19. | Ending Theme                     | Nobuo Uematsu                    |  |
| 20. | Please Remember                  |                                  |  |
| 21. | Suteki Da Ne (Orchestra Version) | Nobuo Uematsu                    |  |

## Final Fantasy X Official Soundtrack
Sélection (américaine) des musiques du jeu Final Fantasy X (Square) sur PlayStation 2.

### Fiche technique
- Composé par : Junya Nakano, Masashi Hamauzu, Nobuo Uematsu
- Arrangé par : Junya Nakano, Masashi Hamauzu, Shiro Hamaguchi
- Chanté par :
  - RIKKI (17)
  - Bill "xtillidiex" Muir (2)
  - Hideharu Yao
  - Mio Kashiwabara
  - Risa Nagaoka
  - Shiho Adachi
  - Miki Shindo
  - Takashi Baba
  - Daisuke Hara (7)
- Sortie : 20 novembre 2001
- Référence : TPCD-2112 (Tokyopop)

| 1.  | Zanarkand                          | Nobuo Uematsu                    |  |
| 2.  | Otherworld                         | Nobuo Uematsu                    |  |
| 3.  | Run!!                              | Junya Nakano                     |  |
| 4.  | Battle Theme                       | Nobuo Uematsu                    |  |
| 5.  | Enemy Attack                       | Junya Nakano                     |  |
| 6.  | Besaid                             | Masashi Hamauzu                  |  |
| 7.  | The Sending                        | Nobuo Uematsu et Masashi Hamauzu |  |
| 8.  | Luca                               | Junya Nakano                     |  |
| 9.  | Blitz Off!                         | Masashi Hamauzu                  |  |
| 10. | Chocobo Jam                        | Nobuo Uematsu                    |  |
| 11. | Yuna's Decision                    | Nobuo Uematsu et Junya Nakano    |  |
| 12. | Wandering                          | Masashi Hamauzu                  |  |
| 13. | Fight With Seymour                 | Nobuo Uematsu                    |  |
| 14. | A Contest of Aeons                 | Junya Nakano                     |  |
| 15. | Final Battle                       | Masashi Hamauzu                  |  |
| 16. | Ending Theme                       | Nobuo Uematsu                    |  |
| 17. | SUTEKI DA NE (Isn't It Wonderful?) | Nobuo Uematsu                    |  |

## Piano Collections Final Fantasy X
Album arrangé au piano.

### Fiche technique
- Composé par : Junya Nakano, Masashi Hamauzu, Nobuo Uematsu
- Arrangé par : Masashi Hamauzu
- Joué par : Aki Kuroda
- Sortie : 20 février 2002 (édition originale), 22 juillet 2004 (réédition)
- Référence : SSCX-10064 (Digicube - édition originale), SQEX-10028 (Square Enix - réédition)

| 1.  | To Zanarkand             | Nobuo Uematsu et Masashi Hamauzu |  |
| 2.  | Tidus' Theme             | Nobuo Uematsu                    |  |
| 3.  | Besaid                   | Masashi Hamauzu                  |  |
| 4.  | Song of Prayer           | Nobuo Uematsu                    |  |
| 5.  | Travel Agency            | Masashi Hamauzu                  |  |
| 6.  | Rikku's Theme            | Nobuo Uematsu                    |  |
| 7.  | Guadosalam               | Junya Nakano                     |  |
| 8.  | Thunder Plains           | Masashi Hamauzu                  |  |
| 9.  | Assault                  | Masashi Hamauzu                  |  |
| 10. | Via Purifico             | Nobuo Uematsu                    |  |
| 11. | Suteki Da Ne             | Nobuo Uematsu                    |  |
| 12. | Yuna's Decision          | Nobuo Uematsu et Junya Nakano    |  |
| 13. | People of the North Pole | Masashi Hamauzu                  |  |
| 14. | Final Battle             | Masashi Hamauzu                  |  |
| 15. | Ending Theme             | Nobuo Uematsu                    |  |

## Music from FFX
Album promotionnel du jeu. Ce CD était offert pour toute réservation de Final Fantasy X lors de sa sortie japonaise.

### Fiche technique
- Composé par : Nobuo Uematsu
- Sortie : 19 juillet 2001

| 1. | Other World (Edit Version)             |  |
| 2. | At Zanarkand (Tokyo Game Show Version) |  |
| 3. | Battle 1                               |  |

## Final Fantasy X Vocal Collection
Album vocal et Drama inspiré du jeu Final Fantasy X (Square) sur PlayStation 2.

### Fiche technique
- Composé par :
  - Takahito Eguchi (2, 4)
  - Noriko Matsueda (4, 6)
  - Yôko Shimomura (8)
  - Naoki Masumoto (10)
  - Takeharu Ishimoto (12)
  - Nobuo Uematsu (14)
- Arrangé par :
  - Maestro-T (2)
  - Katsumi Suyama (4)
  - Eiji Isomura (6)
  - Kenn Nagai (8, 10)
- Chanté et dicté par :
  - Mayuko Aoki (Yuna)
  - Masakazu Morita (Tidus)
  - Marika Matsumoto (Rikku)
  - Kazuya Nakai (Wakka)
  - Hideo Ishikawa (Auron)
  - Rio Natsuki (Lulu)
  - Katsumi Chou (Kimahri)
- Paroles :
  - Takuya Sugimoto (2)
  - Halcyon (4, 10)
  - Kaito (6)
  - Masato Ota (8)
  - Takeharu Ishimoto (10)
- Sortie : 19 décembre 2002
- Référence : SSCX-10073 (DigiCube)

| 1.  | monologue ~Yuna~                                           |  |
| 2.  | After Tears (Vocal : Yuna)                                 |  |
| 3.  | monologue ~Tidus~                                          |  |
| 4.  | A Ray of Hope (Vocal : Tidus)                              |  |
| 5.  | dialogue ~Tidus, Wakka~                                    |  |
| 6.  | And On We Go (Vocal : Tidus, Wakka)                        |  |
| 7.  | monologue ~Rikku~                                          |  |
| 8.  | Get Happy! (Vocal : Rikku)                                 |  |
| 9.  | dialogue ~Yuna, Rikku, Lulu~                               |  |
| 10. | All the Way (Vocal : Yuna, Rikku, Lulu)                    |  |
| 11. | monologue ~Auron~                                          |  |
| 12. | Spiral (Reading : Auron)                                   |  |
| 13. | epilogue ~Yuna, Tidus, Rikku, Wakka, Auron, Lulu, Kimahri~ |  |
| 14. | feel-Remix                                                 |  |

## Feel/Go dream - Yuna & Tidus
Album vocal inspiré du jeu Final Fantasy X (Square) sur PlayStation 2.

### Fiche technique
- Composé par : Nobuo Uematsu
- Arrangé par : Masashi Hamauzu (1, 4), Tsuyoshi Sekito (2, 5), Junya Nakano, Masayoshi Kikuchi (3, 6)
- Chanté par : Mayuko Aoki (1, 3 : Yuna), Masakazu Morita (2, 3 : Tidus)
- Sortie : 11 octobre 2001
- Référence : SSCX-10058 (DigiCube)

| 1. | feel                                     |  |
| 2. | Go dream                                 |  |
| 3. | Endless Love Endless Road                |  |
| 4. | feel (Instrumental)                      |  |
| 5. | Go dream (Instrumental)                  |  |
| 6. | Endless Love Endless Road (Instrumental) |  |